# Ricardo Pavoni
Ricardo Elvio Pavoni Cúneo (Montevideo, 1943. augusztus 8. –) válogatott uruguayi labdarúgó, hátvéd, edző.

## Pályafutása

### Klubcsapatban
1960 és 1964 között a Defensor Sporting, 1965 és 1976 között az argentin Independiente labdarúgója volt. Az Independientével három argentin bajnoki címet, és öt Copa Libertadores-t nyert.

### A válogatottban
1962 és 1974 között 13 alkalommal szerepelt az uruguayi válogatottban és két gólt szerzett. Részt vett az 1974-es NSZK-beli világbajnokságon.

### Edzőként
1995-ben és 2010-ben az Independiente edzője volt.

## Sikerei, díjai
Independiente
- Argentin bajnokság
  - bajnok (3): 1967, 1970, 1971
- Copa Libertadores
  - győztes (5): 1965, 1972, 1973, 1974, 1975
- Copa Interamericana
  - győztes (3): 1973, 1974, 1976
- Interkontinentális kupa
  - győztes: 1973